# کارملینا موسکاتو
کارملینا موسکاتو (انگلیسی: Carmelina Moscato؛ زادهٔ ۲ مهٔ ۱۹۸۴) بازیکن فوتبال اهل کانادا است.
از باشگاه‌هایی که در آن بازی کرده‌است می‌توان به باشگاه فوتبال رین، بوستون بریکرز، و شیکاگو رد استارز اشاره کرد.
وی همچنین در تیم‌های ملی فوتبال Canada women's national under-20 soccer team و زنان کانادا بازی کرده‌است.